# Jeux mondiaux militaires d'hiver
Les Jeux mondiaux militaires d'hiver, organisés par le Conseil International du Sport Militaire (CISM) une fois tous les quatre ans, sont un événement sportif pour les forces armées. La première édition a eu lieu en Vallée d'Aoste (Italie) du 20 au 25 mars 2010.

## Éditions
- Jeux mondiaux militaires d'hiver de 2010 - Vallée d'Aoste
- Jeux mondiaux militaires d'hiver de 2013 - Annecy
- Jeux mondiaux militaires d'hiver de 2017 - Sotchi
- Jeux mondiaux militaires d'hiver de 2025 - Lucerne